# Окамонте
Окамонте (исп. Ocamonte) — город и муниципалитет в северо-восточной части Колумбии, на территории департамента Сантандер. Входит в состав провинции Гуанента.

## История
Поселение, из которого позднее вырос город, было основано 18 апреля 1770 года. Муниципалитет Окамонте был выделен в отдельную административную единицу в 1777 году.

## Географическое положение
Город расположен в юго-восточной части департамента, в горной местности Восточной Кордильеры, при автодороге Сан-Хиль — Чарала, на расстоянии приблизительно 81 километра к югу от города Букараманги, административного центра департамента. Абсолютная высота — 1409 метров над уровнем моря.
Муниципалитет Окамонте граничит на севере с территорией муниципалитета Валье-де-Сан-Хосе, на северо-востоке — с муниципалитетом Моготес, на востоке, юге и юго-западе — с муниципалитетом Чарала, на западе — с муниципалитетом Парамо. Площадь муниципалитета составляет 84 км².

## Население
По данным Национального административного департамента статистики Колумбии, совокупная численность населения города и муниципалитета в 2015 году составляла 4775 человек.
Динамика численности населения муниципалитета по годам:
| 2005 | 2006 | 2007 | 2008 | 2009 | 2010 | 2011 | 2012 | 2013 | 2014 | 2015 |
| ---- | ---- | ---- | ---- | ---- | ---- | ---- | ---- | ---- | ---- | ---- |
| 4984 | 4967 | 4944 | 4922 | 4902 | 4884 | 4859 | 4836 | 4810 | 4790 | 4775 |

Согласно данным переписи 2005 года мужчины составляли 53,4 % от населения Окамонте, женщины — соответственно 46,6 %. В расовом отношении белые и метисы составляли 99,9 % от населения города; негры, мулаты и райсальцы — 0,1 %.
Уровень грамотности среди всего населения составлял 83,1 %.

## Экономика
45,8 % от общего числа городских и муниципальных предприятий составляют предприятия сферы обслуживания, 37,3 % — предприятия торговой сферы, 16,9 % — промышленные предприятия.